# 슈하스케이라

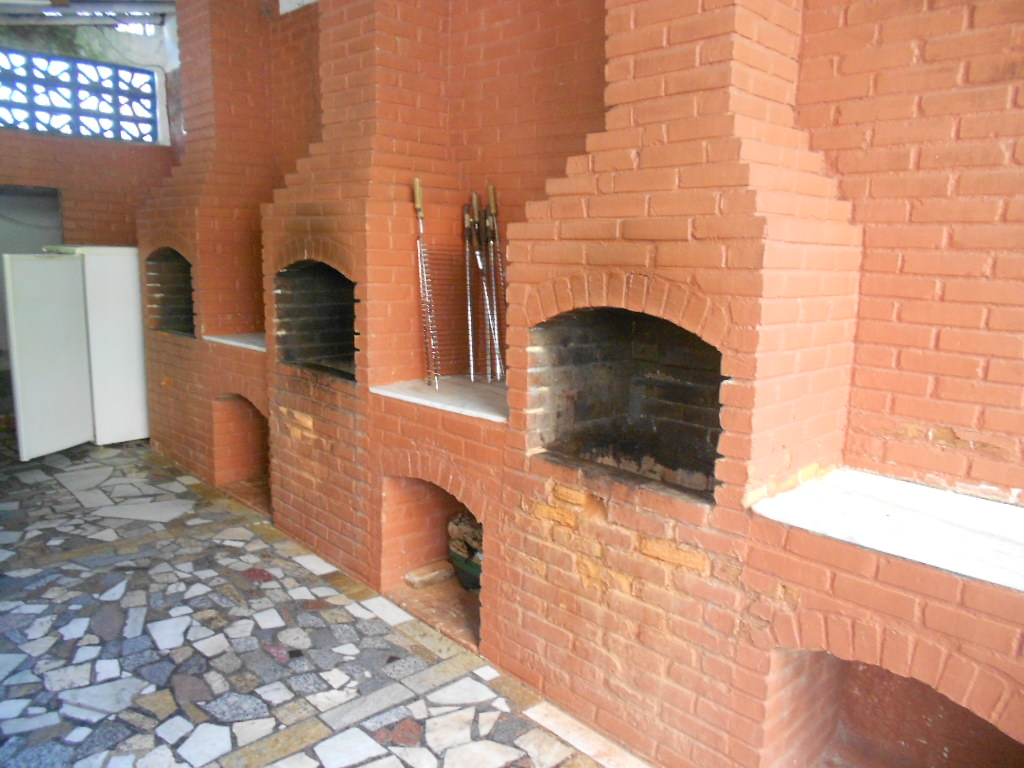
슈하스케이라

슈하스케이라(포르투갈어: churrasqueira)는 슈하스쿠를 굽는 바비큐 시설 또는 기구, 도구이다.
브라질에서는 보통 벽돌 기둥 가운데 구이 시설을 만들어 놓는 방식을 사용한다. 브라질식 슈하스쿠는 다양한 고기, 소시지 등이 꼬치구이 방식으로 굽는다. 이동식 슈하스케이라는 아르헨티나나 우루과이의 아사도 그릴과 마찬가지로 위에 그릴판이나 석쇠를 놓게 되어 있으나, 전통적인 브라질식 슈하스케이라에는 그릴판을 놓지 않고 숯불 위에 꼬챙이에 꿴 고기를 바로 굽는다.

## 같이 보기
- 슈하스카리아